# プリオーラ
プリオーラ（伊: Priola）は、イタリア共和国ピエモンテ州クーネオ県にある、人口約700人の基礎自治体（コムーネ）。

## 地理

### 位置・広がり
| 隣接するコムーネは以下の通り。括弧内のSVはサヴォーナ県所属を示す。 - バニャスコ - カリッツァーノ (SV) - ガレッシオ - ヴィオーラ |

#### 地震分類
イタリアの地震リスク階級 (it) では、3 に分類される
。

## 行政

### 分離集落
プリオーラには、以下の分離集落（フラツィオーネ）がある。
- Careffi, Casario, Pianchiosso, Pievetta